# Лазар Зубан
Лазар Зубан (Меленци, 1795 – Београд, 15. јун 1850) био је филозоф, књижевник, политичар и преводилац, члан Државног савета и каваљер.

## Биографија
Лаза Зубан потиче из Баната, из дистриктуалног места Меленаца. Родитељи су му били паори Михаило и Текла. Као дете био је немирног духа и истицао се по способностима . Године 1814. завршио је међу првима (генерација), као један од најбољих ученика Препарандију у Сентандреји. Радио је затим извесно време као учитељ у Меленцима. Завршио је накнадно два разреда Латинске школе у оближњем Великом Бечкереку. Није га држало место па је намеравао да оде у Грчку, и да учешћа у устанку против Турака. Узет је да буде комесар безбедности Великокикиндског дистрикта (1827-1828), да би увео ред и безбедност у околини. Јавља се и 1827. године у Кикинди, где скупља претплату за Стеријину књигу "Невиност или Светислав и Милева".
у Меленцима се 1833. године помиње као пренумерант Лазарове књиге, Радо Зубан са својим младим синовима Гигом, Тошом и Михаилом. Рада је сродник Лазин и дописивао се са Вуком Караџићем (1829).
Авантуриста Лаза је преко Земуна прешао у Србију, и прво намештење добио у Шапцу. Био је млади Зубан 1828. године секретар митрополита ужичког Шабачке нахије. Био је то митрополит Герасим Ђорђевић са столицом у Шапцу. Администрацију је Зубан вршио беспрекорно; архива је била потпуна и сређена. Следеће 1829. године он је писар - секретар господара Јеврема Обреновића, који га је потом препоручио кнезу Милошу за писара. Лазо Зубан прелази у Крагујевац и од тада почиње његова политичка каријера и књижевни рад. Као "најгрлатији писар" кнеза Милоша Обреновића, допало му је да 1830. године гласно прочита пред кнезом и народом на Ташмајдану, познати султанов "Хатишериф".
Он је 1831-1834. године секретар суда народа српског у Крагујевцу. Послао га је 1832. године књаз Милош, да сачини план нове чаршије у Пожеги. Зубан је испунио задатак и поставио "биљеге" новог насеља; обележио линије - како ће се простирати улице и пијаца.
Лаза Зубан "учевни Банаћанин" је у Крагујевцу започео да гради "оџаклију" за време кнеза Милоша. Та незавршена оџаклија или соба "без фуруне" је пренета у Београд, где је завршена и "измолована". Била је то његова нарочита соба у кући, у којој је на средини било огњиште са наложеном ватром, а наоколо (по турски) постављени уза зидове ниски дивани за седење. У тој задимљеној соби одржаване су чувене "седељке", на које су долазили занимљиви гости. Домаћин Лазар би сео пред госте, узео гусле и запевао из свег гласа епске песме о Краљевићу Марку, Карађорђу и другим српским јунацима. Београдски лист "Подунавка" је 1843. године објавио песму "О лицу и духу Карађорђа" од Симе Милутиновића Сарајлије. Сима је уз песму дао напомене, попут "Одривак из Оџаклије Зубанове 1840.". Симо је наставио са "одривцима" и следеће 1844. године. Пред доношење Сретењског устава 1835. године живео је у Београду у садашњој улици адмирала Гепрата у кући коју је звао оџаклија.  Он се као судија 18. октобра 1839. године први уписао за члана Осигуравајућег друштва (против пожара) у Трсту. Десило се и то да је већ након пет дана по осигурању планула Зубанова кућа у Београду. Пожар се јавио на кући Илије абаџија код Видин-капије и проширио наоколо ношен ветром. Исплатило је то оштећеном Зубану осигуравајуће друштво одшету од 175 талира.
Године 1836. Зубан је секретар Књажевско-србскога управитељног Совјета. Као члан нарочите комисије радио је на писању прво српског Устава. Члан од Апелационог суда, од његовог оснивања 1839. године. Лазо је члан Совјета српског књажества дуги низ година (1842-1848). Провео је Лазо једну годину (1842-1843) у мисији у Цариграду. Спада међу присталице Карађорђевића и Томе Вучића - Перишића; део је Уставобранитељског режима у кнежевини Србији.
Редовни је члан Друштва српске словесности од 1. августа 1844. године. Објавио је више књига, што оних које је написао - што преведених. Био је присталица Вукове реформе и отворено јавно подржавао Вука.
За време Мађарске буне Лаза Зубан је прешао Дунав и учестовао у српско-мађарским ратним окршајима. Предводио је добровољце из Србије и заједно са Миливојем Петровићем командовао српским трупама око Кикинде, почетком 1849. године. Потписивао се он са "народни пуковник".
Његов син Михајло је 1842-1846. године био ученик у Француској колегији (колеџу) у Цариграду (Пери). Кћерка Милица је у исто време ученица женског грчко-француског института у Пери.
Лазар Зубан је умро 1850. године и сахрањен у Београду.